# Pascal-Firmin Ndimira
Pascal-Firmin Ndimira (ur. 9 kwietnia 1956 w Muyindze) – burundyjski ekonomista i polityk, w latach 1996–1998 premier Burundi.
Należy do grupy etnicznej Hutu, pochodzi z prowincji Ngozi. Jest ekonomistą, publikował artykuły naukowe. Jest członkiem Unii na rzecz Postępu Narodowego, z jej ramienia był premierem od 31 lipca 1996 do likwidacji tej funkcji 12 czerwca 1998.